# Tellina donaciformis
Tellina donaciformis is een tweekleppigensoort uit de familie van de Tellinidae. De wetenschappelijke naam van de soort is voor het eerst geldig gepubliceerd in 1854 door Deshayes.